# Rokua nationalpark
Rokua nationalpark (fi.  Rokuan kansallispuisto) är en nationalpark och geopark i Norra Österbotten i Finland. Reservatet är beläget på södra sidan av Rokuanvaara omfattar 4,3 kvadratkilometer.
Rokuanvaara är en moränås och skogen i denna del av nationalparken präglas av karga moskogar med ett täcke av vita renlavsmattor. På området finns åtskilliga tjärnar med klart vatten, framför allt så kallade dödisgropar.
Landområden i Rokua överläts till Forststyrelsen redan 1868, vid det storskifte som då skedde. Vid en granskning av skogarna i slutet av 1920-talet upptäcktes områdets stora naturskyddsvärde. Rokua nationalpark grundades slutligen i samband med den nya lagstiftningen 1956, när ett flertal nationalparker avsattes i Finland. Nationalparken anses som Finlands viktigaste skyddsområde för lavmoar.
En större del av Rokuaområdet är klassat som Natura 2000-område. Nationalparken ligger i södra ändan av detta större område.
Rokua uptogs som första finska område på Unescos lista över globala geoparker år 2015.

## Kejsarsvägen
Längs parkens södra gräns löper Kejsarsvägen, som från 1600-talet fram till 1800-talet var en viktig postväg mellan Stockholm och Estland. Det var också den enda landsvägen mellan Uleåborg och Kajana. Leden fick sitt namn i slutet av 1800-talet när Rysslands tsar planerade att färdas efter vägen. Planerna skrinlades, men namnet fäste ändå.